# Santa Llúcia de Sobremunt (muntanya)
Santa Llúcia de Sobremunt és una muntanya de 958 metres que es troba al municipi de Sobremunt, a la comarca del Lluçanès.
Al cim s'hi pot trobar un vèrtex geodèsic (referència 289095001) i l'ermita de Santa Llúcia de Sobremunt.